# La Cruz, Pinos
La Cruz är en ort i Mexiko.   Den ligger i kommunen Pinos och delstaten Zacatecas, i den centrala delen av landet, 400 km nordväst om huvudstaden Mexico City. La Cruz ligger 2 135 meter över havet och antalet invånare är 336.
Terrängen runt La Cruz är platt åt nordost, men åt sydväst är den kuperad. Runt La Cruz är det glesbefolkat, med 19 invånare per kvadratkilometer. Närmaste större samhälle är La Blanca, 15,3 km väster om La Cruz. Trakten runt La Cruz består till största delen av jordbruksmark.